# Symphytognatha ulur
Symphytognatha ulur is een spinnensoort uit de familie Symphytognathidae. De soort komt voor in Nieuw-Guinea.